# 8. krajiška brigada (NOVJ)
Za druge 8. brigade glejte 8. brigada.
8. krajiška brigada je bila brigada v sestavi Narodnoosvobodilne vojske in partizanskih odredov Jugoslavije in ki je delovala med drugo svetovno vojno na področju Kraljevine Jugoslavije.

## Zgodovina
Brigada je bila ustanovljena 28. decembra 1942, pri čemer je bilo okoli 800 borcev razporejenih v 4 bataljone.

## Organizacija
- štab
- 4x bataljon